# NGC 869
NGC 869 je otevřená hvězdokupa vzdálená 6 800 světelných let v souhvězdí Persea o hodnotě magnitudy 3,7. Je to západní část Dvojité hvězdokupy, kterou tvoří spolu s NGC 884. Stáří hvězdokupy je odhadováno na 13 milionů let.
NGC 869 a NGC 884 jsou též nazývané h Persea a χ (čti Chí) Persea.
Obě hvězdokupy se nachází v hvězdné asociaci Perseus OB1 a nachází se fyzicky velmi blízko, vzdálené navzájem stovky světelných let. Objevil je už Hipparchos, ale pravděpodobně byly známé mnohem dříve.

## Pozorování

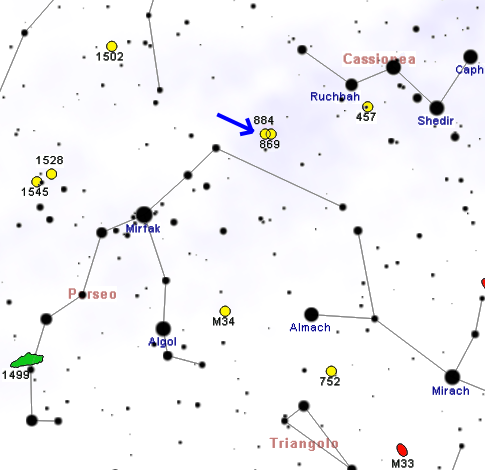
Poloha NGC 869 v souhvězdí Persea.

Dvojitá hvězdokupa je oblíbená mezi amatérskými astronomy a často je pozorována nebo fotografována pomocí malých dalekohledů. Je viditelná pouhým okem a snadno nalezitelná mezi souhvězdími Persea a Kasiopeji jako světlá skvrna v zimní části Mléčné dráhy.
V malém dalekohledu se NGC 869 jeví jako krásná skupinka jasných hvězd umístěná v bohatém hvězdném poli. Kromě mnoha jasných modrých hvězd obsahuje hvězdokupa také pár oranžových hvězd, které jí přidávají na zajímavosti. Obě hvězdokupy spolu nabízí působivý pohled při malém zvětšení dalekohledu.